# Do it! Now
『Do it! Now』（ドゥ イット! ナウ）は、モーニング娘。15枚目のシングル。2002年7月24日に発売された。

## 概要
シングル曲では「Memory 青春の光」以来のマイナー調ミディアム・ナンバーで、前作までとは異なり打ち込みサウンド。
シルク・ドゥ・ソレイユが演じた『キダム2002』イメージソング。
後藤真希在籍ラストシングル。
センター・メインボーカルは安倍なつみと後藤。安倍と高橋愛、後藤と紺野あさ美がペアとなる。
後藤卒業後の後藤パートは6期加入前は加護亜依、6期加入後は田中れいなが担当。
間奏にマイクを逆手に持ち変え、メンバー全員が1フレーズを担当するラップがある。
2002年7月7日『FNS27時間テレビ』で、放送前の新曲記者会見での報道関係者向ライブに続きTV初披露。
歌番組披露時、メンバー全員にキスマークのボディシールが、それぞれ異なる位置に貼られた。
MVには、これまでのモーニング娘。のシングル曲のジャケットが並べられた中を歩くシーンがあり、他にこれまでのモーニング娘。のシングル曲の衣装や過去に受賞したトロフィーなどの映像が挿入される。
ジャケット裏はタイトルロゴを含めて、表ジャケットの後姿のデザインとなっている。
後の6期メンバー追加オーディション課題曲。
つんく♂はディナーショーや、フジテレビ『ミュージックフェア』にてセルフカバー。
2007年9月26日に発売されたコンピレーションアルバム『つんく♂ベスト作品集(上)「シャ乱Q〜モーニング娘。」〜つんく♂芸能生活15周年記念アルバム〜』に収録、付属ブックレットに本楽曲のパート割りが記載。
文学研究者の石原千秋の談話によれば、石原は「Do it! Now」の歌詞はほとんどが「愛」「夢」などの決まり文句（クリシェ）によって構成されているが、後半で唐突に登場する「原宿」という固有名詞の存在により、この曲を聴く少女にこれが自分のことを歌っているのだと感じさせることができるのだと解説している。

## 収録曲
全作詞・作曲：つんく
1. Do it! Now
編曲：鈴木Daichi秀行
2. ちょっとイカしたPURE BOY
編曲：TATOO
3. Do it! Now (Instrumental)

## 参加メンバー
- 1期：飯田圭織、安倍なつみ
- 2期：保田圭、矢口真里
- 3期：後藤真希
- 4期：石川梨華、吉澤ひとみ、辻希美、加護亜依
- 5期：高橋愛、紺野あさ美、小川麻琴、新垣里沙

## 参加ミュージシャン
- 鈴木Daichi秀行 - 全楽器(1)
- つんく♂ - コーラス(1,2)
- TATOO - キーボード&プログラミング(2)
- 目木とーる - ギター(2)
- 山田智之 - パーカッション(2)
- 稲葉貴子 - コーラス(2)

## カバー
- Mylin - トリビュートアルバム『カバー・モーニング娘。ハロー!プロジェクト!』（2002年12月18日）に収録。